# Монтильо Монферато
Монтѝльо Монфера̀то (на италиански: Montiglio Monferrato; на пиемонтски: Montij, Монтий) е село и община в Северна Италия, провинция Асти, регион Пиемонт. Разположено е на 321 m надморска височина. Населението на общината е 1689 души (към 2010 г.).